# シクウォイア

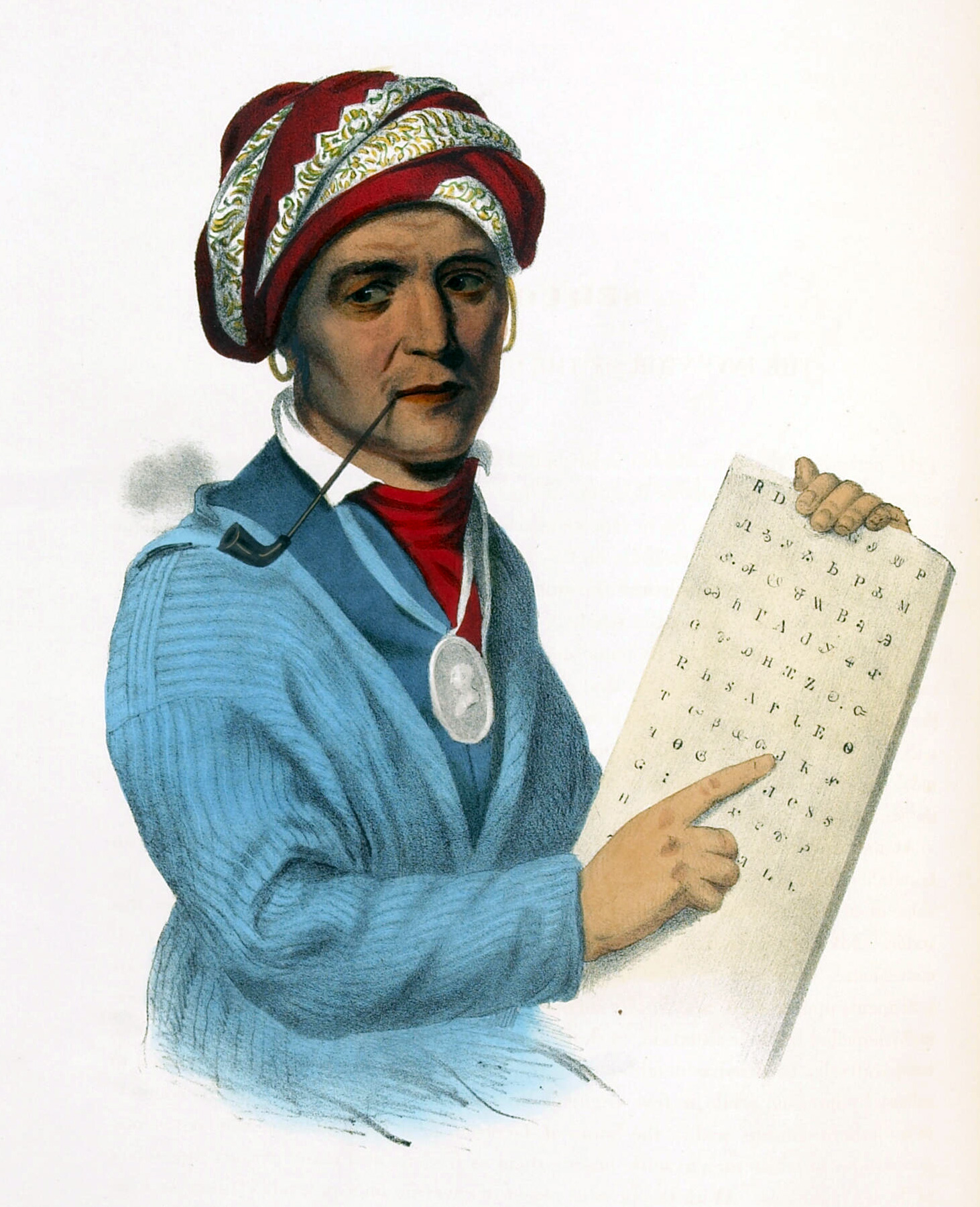
文字盤を持つシクウォイア（19世紀の石版画）

シクウォイア（チェロキー文字での自称：ᏍᏏᏉᏯ；そのラテン翻字：S-si-quo-ya、1767年頃 - 1843年）は、チェロキーの銀細工師で、1821年に独力でチェロキー文字を創造した人物。その意図は、チェロキー語での読み書きを可能にすることであった。彼の発明は、文字を持たない民族の一員が実用性のある文字体系を独力で作り出した、歴史上唯一の例である。その価値を認めたチェロキー族の間には急速にこの音節文字の使用が広まり、1825年には公式に採用された。彼らの識字率は周囲の白人入植者たちのそれを急速に追い抜いた。
現代ではセコイヤ（チェロキー文字：ᏎᏉᏯ；ラテン翻字：Se-quo-ya, 通常の英語式表記：Sequoyah）とも表記される。英語名はジョージ・ギスト（George Gist）またはゲス（Guess）。

## 前半生
その英雄的な信望により、彼の生涯は幾つかの互いに矛盾する情報が錯綜し、思索的だが信頼しがたいものとなっている。
チェロキー族の歴史に詳しい人類学者ジェイムズ・ムーニー (James Mooney, 1861-1921) は、シクウォイアの親類に話を聞き、シクウォイアがその若年期をタスキギー (Tuskegee；現テネシー州ノックスヴィル付近) の村で母親と共に過ごしたと述べている。彼の生年は1760年から76年の範囲にあると推測されている。シクウォイアという名前はチェロキー語で「豚」を意味するsiquaが由来であるとの説が有力である。資料によると、彼は生まれつきの奇形であったか、もしくは負傷のため障害の残る身体となった。
彼の母親Wut-tehは平原部族の一員で、チェロキー族の間ではよく知られる人物だった。ムーニイは、彼女がチェロキーのある部族の酋長の姪で、その酋長はオールド・タッセル (Old Tasssel) およびダブルヘッド (Doublehead) とは兄弟であったと述べている。ジョン・ワッツ (John Watts) ことヤング・タッセルは上記2人の酋長の甥であったから、Wut-tehとジョン・ワッツはきょうだいであった公算が大である。シクウォイアの父親については資料によって違いがある。ムーニイらは、彼の父親はかなりの社会的地位と経済力を有する毛皮商人だったという説を唱えている。グラント・フォアマン (Grant Foreman) はジョージ・ワシントン麾下の大陸軍将校ナサニエル・ギスト (Nathaniel Gist) を彼の父だと見なしている。チェロキー族の資料では、シクウォイアの父は混血で、そのまた父親が白人だと言われる。
シクウォイアは初めサリー・ウォーターズ (Sally Waters) という女性と結婚し、4人の子供を儲けた。その後Utiyuという女性と3子を成した。彼にはおそらく更に3人の妻がいた（チェロキーの間では一夫多妻は珍しいことではなかった）。1809年以前のある時、シクウォイアはチェロキー・ネイションのウィルズタウン（Willstown；現アラバマ州北東部）に移り、銀細工師として商売を始めた。1813年、ジョージ・ゲスはチェロキー連隊に戦士として所属し、ホースシュー・ベンドの戦いに従軍した。

## 音節文字表の創造

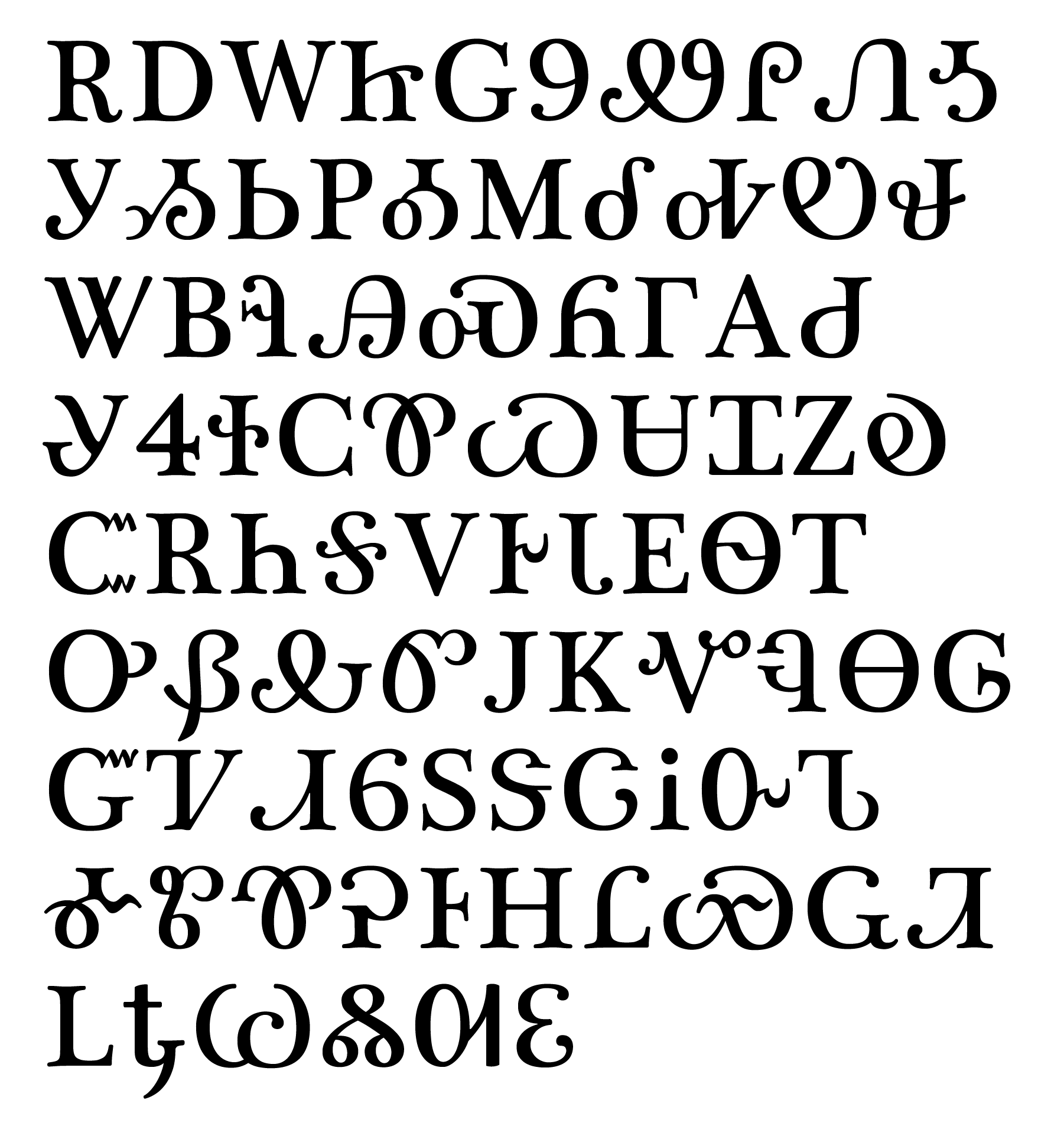
シクウォイアの音節文字。発明者オリジナルの順序に並べてある。

当時のインディアンたちは白人たちの「書くこと」に感銘を受けており、文書を「喋る葉」と呼んだ。銀細工師として、シクウォイアは周辺の白人入植者と交流があり、彼も「書くこと」に感銘を受けたひとりだった。しかしシクウォイアは英語を理解しなかったため、当然ながら白人が何を書いているかも理解できなかったものの、その有用性は認め、自ら簡単な絵や図柄を「描く」ことで、顧客のツケを記録する方法を生み出した。やがてその図柄を点や線の記号へと発展させ、帳簿をつけるまでになった。
1809年ごろ、シクウォイアはチェロキー語を書き表すシステムの創造に取りかかった。はじめ彼は表意文字を志向していた。畑を放棄してそれに1年の時間をかけたため、彼の友人や隣人は彼が正気を失ったと見なした。妻はシクウォイアの初期の成果を、悪い魔法だと信じて燃やしてしまったと言われている。しかしながら表意文字では、数千もの文字を作ってもまだ不十分であり、シクウォイアはこの方法を諦めざるを得なかった。
表意文字を諦めたシクウォイアは、チェロキー語には有限個の音素があり、どの単語もそれら音素の組み合わせで構成されている事に気づいた。つまり表音文字を創作するという方式に、独自の考察で辿り着いたのである。当初は200文字以上を作ってみたものの、その後シクウォイアは音素には母音と子音の区別がある事に気づき、1ヶ月ほどで86文字からなる文字体系を完成させた。ただし音素文字ではなく、音節文字となっている。文字を創作するにあたって、20字ほど白人の小学校教師から譲り受けたラテン・アルファベットの綴り字の教科書から借用し、それ以外の文字もアルファベットを元に創作して付け加えたため、字のデザインはアルファベットと酷似している。一方で前述の通りシクウォイアが英語を全く解さなかったため、発音は元のアルファベットとは全く異なるものとなっている。中にはアラビア数字を文字として借用した例もある。チェロキー文字を研究した学者Janine Scancarelliは次のように述べている。「この音節文字の多くはラテン・アルファベット、キリル文字、ギリシア文字、もしくはアラビア数字と似た外観をしているが、音価には全く関連性がない。」。
この文字を学びたがる者が見つからなかったため、シクウォイアはこれを自分の娘Ayokeh（Ayokaとも）に教え込んだ。その後、若干のチェロキーが入植していた地方（現アーカンソー州）へ旅行し、そこの指導者たちに自分の音節文字の有用性を納得させようと試みた。彼らは記号というものを単に記憶を補助する限定的な機能しか持たないと信じており、シクウォイアの話を信じなかった。彼は各人に1単語を言わせ、それを書きとめ、そして娘を呼んでそれを逆順で読ませた。このデモンストレーションで説得された指導者たちは、シクウォイアが数人（ないしそれ以上）の村人にチェロキー文字を教えることを許可した。文字の伝授には数ヶ月が掛かったが、その間に彼が生徒たちを魔術のために利用しているという噂が流れた。レッスンの完了後、シクウォイアは更にテストされた。各生徒に口述筆記をさせ、それを読むというテストである。この結果、アーカンソーのチェロキー族はシクウォイアが実用的な書記体系を作り出したと納得した。
彼はアーカンソーのチェロキー指導者の1人の演説を書きとめ、封筒に入れ、それを携えて東部に戻った。それを読み聞かせれば東部のチェロキーも自分の文字を学ぶようになると彼は確信しており、それ以降、チェロキー文字は急速に広がった。
1825年にチェロキー・ネイションは公式にこの書記体系を採用した。1828年から34年にかけて、シクウォイアの音節文字を使った新聞『チェロキー・フェニックス』（Cherokee Phoenix）が刊行された。これはチェロキー・ネイション初の新聞であり、英語とチェロキー語の文章が併記された。
チェロキー文字に関する具体的な説明はチェロキー文字の項目も参照。

## アーカンソーと更に西方での生活

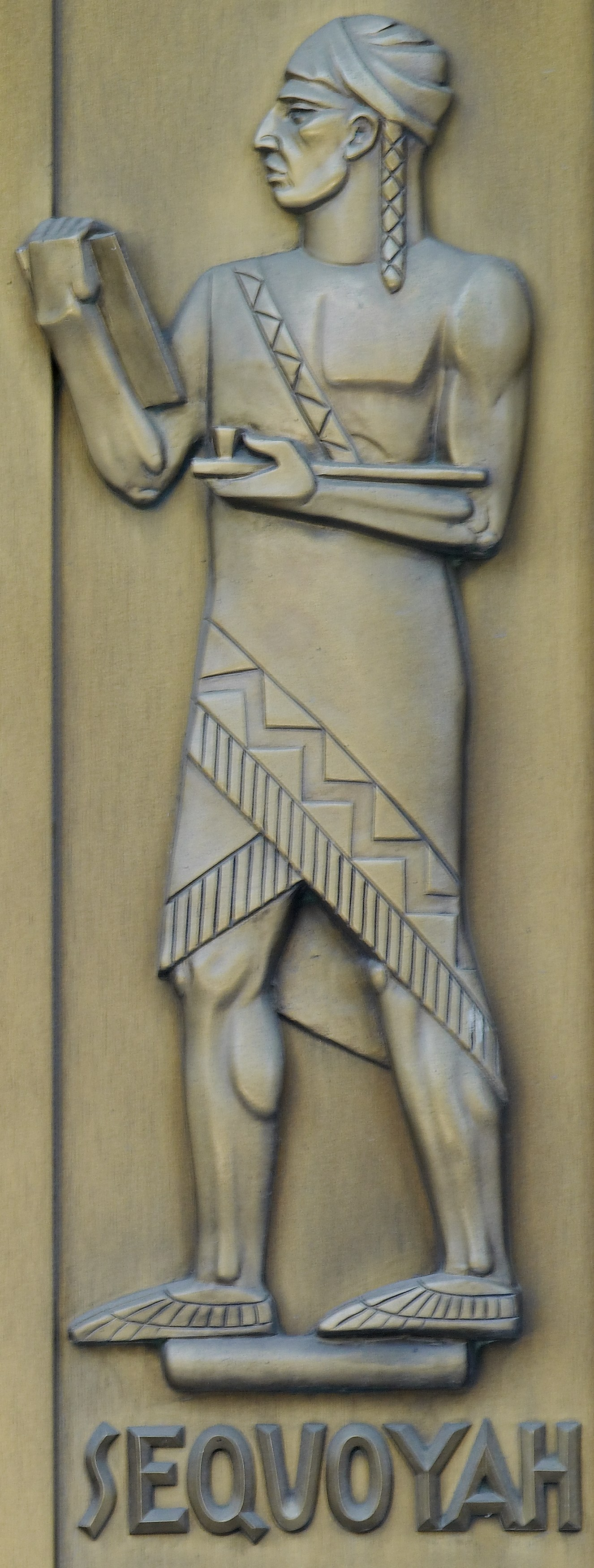
シクウォイアの青銅の浮き彫り像（リー・ローリー作、1939年、ワシントンのジョン・アダムズ・ビル）

自分の音節文字が1825年に部族によって受容された後、シクウォイアは徒歩でアーカンソー州の新しいチェロキー領地に向かった。そこで彼は鍛冶屋を始めた。彼は自分の所に来る者には誰彼かまわずチェロキー文字を教え続けた。1828年、シクウォイアはインディアン準州の土地に関する協定を交渉するため、ワシントンD.C.への長い旅を行なった。
この旅は、周辺に住む別の部族の代表者と接触する機会を彼にもたらした。これらの会見で、彼はより汎用的な（チェロキーに限らない全てのインディアン部族が使用できる）音節文字を作り出すことを決意した。それを念頭に置き、シクウォイアは現在のアリゾナ州およびニューメキシコ州にあたる地方へ、そこの部族を調査するために訪れた。
さらに、シクウォイアは分裂したチェロキー・ネイションを再統合させようと夢想していた。1843年から45年の間、彼はメキシコに移ったチェロキーを探す旅の途中で死亡した。彼の埋葬された場所はメキシコとテキサスの国境付近だと考えられている。チェロキー・ネイションの首長J・B・ミリアム (J. B. Milam , 1884-1949) はメキシコでシクウォイアの墓を探す遠征に資金を提供した。チェロキー族と、非チェロキーの学者からなる一隊が1939年1月にテキサス州イーグルパスから出発した。彼らはメキシコ・コアウイラ州のある泉の近くで墓の跡を見つけたが、それがシクウォイアのものであるかどうかは確定することができなかった。
シクウォイアはチェロキーの想像の中に崇高な地位を確立した。民族誌学者ジャック・キルパトリック (Jack Kilpatrick) は次のように書いている。「シクウォイアは常に荒地にいた。彼はあちこちを歩いた。しかし彼は狩人ではなかった。私は、彼が何を探していたのだろうかと不思議に思う。」
彼が1829年から44年の間に住んでいた小屋 (Sequoyah's Cabin) はオクラホマ州に建っており、1965年にアメリカ合衆国国定歴史建造物に指定された。

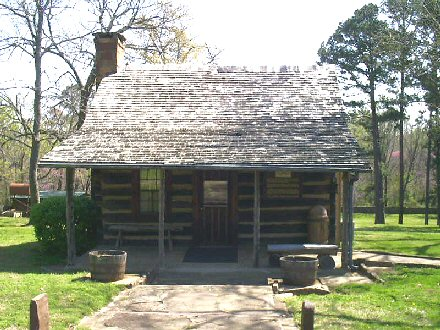
オクラホマ州にある、シクウォイアが住んでいたとされる家（2004年撮影）

## 参考資料
- Bender, Margaret. (2002) Signs of Cherokee Culture: Sequoyah's Syllabary in Eastern Cherokee Life. Chapel Hill:University of North Carolina Press.
- Feeling, Durbin. Cherokee-English Dictionary: Tsalagi-Yonega Didehlogwasdohdi. Tahlequah, Oklahoma: Cherokee Nation, 1975: xvii
- Holmes, Ruth Bradley; Betty Sharp Smith (1976). Beginning Cherokee: Talisgo Galiquogi Dideliquasdodi Tsalagi Digoweli. Norman: University of Oklahoma Press. ISBN 0-8061-1362-6.
- Foreman, Grant, Sequoyah, University of Oklahoma Press, Norman,OK, 1938.
- McKinney, Thomas and Hall, James, History of the Indian Tribes of North America. (Philadelphia,PA, 1837-1844).